# Jean-Marie Tarascon
Jean-Marie Tarascon, né le 21 septembre 1953 à Marmande en Lot-et-Garonne, est un scientifique français spécialiste de chimie du solide et d'électrochimie. Il est professeur au Collège de France titulaire de la chaire « Chimie du solide et énergie »,.

## Études et carrière scientifique
En 1977, Jean-Marie Tarascon obtient une maîtrise en génie chimique à l'université Bordeaux-I. En 1980, il soutient une thèse de doctorat ès sciences, toujours à l'université Bordeaux-I, sous la direction de Jean Étourneau et de Paul Hagenmuller.
Sa carrière de scientifique débute en 1981, aux États-Unis, par un contrat post-doctoral à l’université Cornell dans le domaine des matériaux supraconducteurs à haute température critique.
Entre 1982 et 1994, il est recruté comme chercheur aux laboratoires Bell puis il rejoint Bellcore (en), la filiale spécialisée dans les télécommunications, travaillant d'abord sur les supraconducteurs puis se réorientant dans le domaine du stockage de l’énergie.
Entre 1994 et 2013, il est professeur à l'université de Picardie Jules-Verne à Amiens où, jusqu'à 2007, il dirige le laboratoire de réactivité et de chimie des solides (LRCS),. Durant cette période, Jean-Marie Tarascon publie un article scientifique important sur les batteries dans la revue Nature avec la contribution de Michel Armand du département de chimie de l'université de Montréal.
Il fonde en 2011 le Réseau de stockage électrochimique de l'énergie (RS2E), un réseau de recherche et de transfert technologique sur les batteries, qu'il codirige avec Patrice Simon de l'université Paul-Sabatier. En 2014, il est nommé professeur titulaire de la chaire de « Chimie des solides et de l’énergie » au Collège de France.

## Prix et distinctions
- Membre de l'Institut universitaire de France en 2002[11].
- Membre de l'Académie des sciences dans la section « Chimie et Intersection des applications des sciences » en 2004[12].
- Prix ENI - Protection de l'environnement en 2011[13].
- Grand prix Pierre-Süe de la Société chimique de France en 2011[5].
- Prix de la Royal Society of Chemistry Centenary Prize en 2015[14].
- Docteur honoris causa de l'université de Hasselt en 2016[15].
- Médaille de l’innovation du CNRS en 2017[16].
- Le prix Eric et Sheila Samson du Premier ministre pour l'innovation pour les carburants et véhicules alternatifs en 2017[17].
- Prix Balzan dans le domaine « Défis environnementaux : science des matériaux pour les énergies renouvelables » en 2020[18].
- Médaille d'or du CNRS 2022, pour ses travaux pionniers dans la compréhension et la découverte de nouveaux concepts réactionnels liés au lithium, la synthèse de nouveaux matériaux d’électrodes et d’électrolytes pour batteries, et la conception de batteries inédites[19].

## Décorations
- Chevalier de la Légion d'honneur (2009)[20]
- Officier de l'ordre national du Mérite (2024)[21]

## Production scientifique
- (en) J-M. Tarascon et M. Armand, « Issues and challenges facing rechargeable lithium batteries », Nature, vol. 414, no 6861,‎ 15 novembre 2001, p. 359-367 (lire en ligne).
- (en) M. Armand et J-M. Tarascon, « Building better batteries », Nature, vol. 451, no 7179,‎ 7 février 2008, p. 652-657 (lire en ligne).
- (en) A. S. Aric, P. Bruce, B. Scrosati, J-M. Tarascon et W. Van Schalkwijk, « Nanostructured materials for advanced energy conversion and storage devices », Nature materials, vol. 4, no 5,‎ 1er mai 2005, p. 366-377 (lire en ligne).
- (en) P. Poizot, S. Laruelle, S. Grugeon, L. Dupont et J-M. Tarascon, « Nano-sized transition-metal oxides as negative-electrode materials for lithium-ion batteries », Nature, vol. 407, no 6803,‎ 28 septembre 2000, p. 496-499 (lire en ligne).
- (en) P.G. Bruce, B. Scrosati et J-M. Tarascon, « Nanomaterials for rechargeable lithium batteries », Angewandte Chemie International Edition, vol. 47, no 16,‎ 7 avril 2008, p. 2930-2946 (lire en ligne).
- (en) P. G. Bruce, S. A Freunberger, L. J. Hardwick et J-M. Tarascon, « Li-O2 and Li-S batteries with high energy storage », Nature materials, vol. 11, no 1,‎ 1er janvier 2012, p. 19-29 (lire en ligne).
- (en) B. Dunn, H. Kamath et J-M. Tarascon, « Electrical energy storage for the grid: a battery of choices », Science, vol. 334, no 6058,‎ 18 novembre 2011, p. 928-935 (lire en ligne).